# Additiver und divisiver Rhythmus
In der Musik bezeichnen divisiv und additiv verschiedene Arten von Rhythmus und Metrum, deren Gruppierung und Aufbau.
Die Begriffe erscheinen erstmals in Curt Sachs’ Buch Rhythm and Tempo 1953.
Ein divisiver Rhythmus ist ein Rhythmus, in dem dessen Notenwerte geteilt werden in kleinere Notenwerte oder umgekehrt vergrößert in längere Notenwerte, während der gesamte Rhythmus gleich lang bleibt.
Im Gegensatz wird beim additiven Rhythmus (metrisch) konstruiert, indem kleinere Rhythmen unterschiedlicher Länge aneinandergehängt werden, so wie beispielsweise ein 4⁄4-Takt durch das Aneinanderhängen eines 3⁄8-, eines 2⁄8- und eines 3⁄8-Taktes entsteht.
Die Begriffe finden in musikethnologischer Forschung und Theorie ihren Gebrauch, insbesondere in derjenigen zu afrikanischer Rhythmik.

## Divisiver Rhythmus

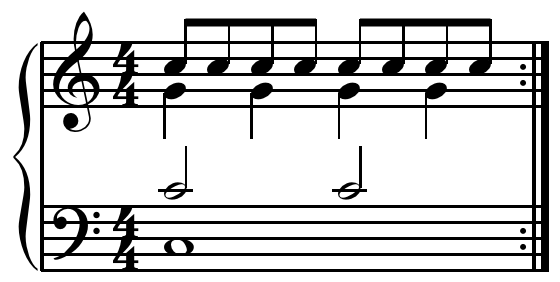
divisiv

Divisiver Rhythmus teilt (halbiert, viertelt etc.) einen gegebenen Rhythmus in kleinere Gruppen, ohne das zugrundeliegende Metrum zu verändern. Vier Viertel werden beispielsweise in acht Achtel geteilt. Die kleineren divisiven Gruppen bauen kein anderes Metrum auf. In europäischen Taktarten werden so beispielsweise Viertel in Achtel geteilt, ohne einen Viervierteltakt zu ändern, auch wenn eine Achtel durch eine Pause ersetzt werden sollte. Im Allgemeinen ist auch eine Vergrößerung des Rhythmus damit gemeint, also vier Viertel werden zwei Halbe. Das wird wohl auch mit multiplikativ bezeichnet.
Ein Beispiel sind die doppelten Offbeats des Reggae, die aus der Teilung eines einfachen Offbeats entstehen.

## Additiver Rhythmus

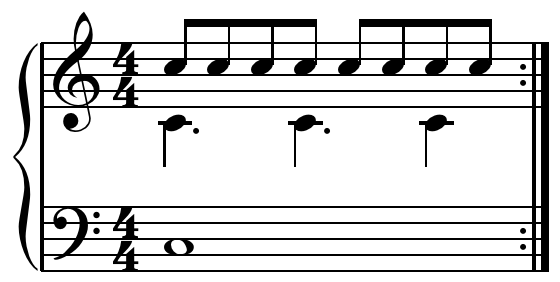
additiv

Additiver Rhythmus (auch Akzentverschiebung, gegen die Akzente des Metrums, genannt) baut nacheinander nun innerhalb eines Metrums mit Gruppen verschiedener Längen einen Rhythmus auf, der sehr wohl sich mit dem zugrundeliegenden Metrum widersprechen kann. Das geschieht im Takt, zwischen dem Takt oder in Taktgruppen.

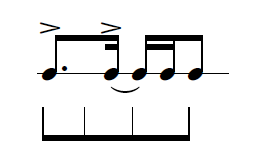
Aus dem Maple Leaf Rag, 3 + 3 + 2, nur der erste und letzte Schlag fällt mit einer Achtel des 2/4-Taktes zusammen

Beispiel sind die Ragtimes, insbesondere der Maple Leaf Rag und Easy Winners.
Ein Vier-Viertel-Takt kann additiv in 3 + 3 + 2 Achtelgruppen aufgeteilt werden, was zu einer Betonung auf „zwei und“ und vier führt. Dies widerspricht sich mit der zugrundeliegenden Betonung des Vier-Viertel-Taktes, da dieser auf eins und drei betont wird. Siehe Clave.

### Bemerkung
Asymmetrisch oder ungerade ist er dann nicht, wenn man ihn als 3 + 2 + 3 Gruppierung auffasst. Folklore, Béla Bartók oder Philip Glass mit seiner minimalistischen Musik verwenden additive Rhythmen. Werden solche Rhythmen verschiedener Gruppierungen und Längen gegeneinander verschoben (phasenverschoben, mit sehr langsamer Schwebung) gespielt, entsteht Polymetrik, gegebenenfalls manchmal ein Kreuzrhythmus.